# 鉏麑
鉏麑（？—前607年），《吕氏春秋·过理》作沮麛，《汉书·古今人表》作鉏麛，《说苑·立节》作鉏之弥，春秋时期晋国的力士。
當時的國君晋灵公殘忍無度，只顧貪財享樂，大臣赵盾多次勸諫，漸漸令靈公感到煩厭，於是派鉏麑行刺趙盾。鉏麑接到命令，清早便前往趙盾的居所執行刺殺任務，此時，鉏麑看到卧室的門是開著的，而趙盾本人就在裡面，他穿上一身朝服，準備上朝，不過趁著時間還早，偷空坐著打瞌睡。鉏麑因而嘆氣說：“不忘恭敬，民之主也。贼民之主，不忠；棄君之命，不信。有一于此，不如死也。” 鉏麑既不忍心殺死盡責為民的好官，又不願違抗君主的命令，於是便离开了趙盾的住所，撞上一棵槐树自杀。